# Decaisnina stenopetala
Decaisnina stenopetala là một loài thực vật có hoa trong họ Loranthaceae. Loài này được (Oliv.) Barlow mô tả khoa học đầu tiên năm 1974.